# Nehe (ort i Kina)
Nehe är en ort i Kina. Den ligger i provinsen Heilongjiang, i den nordöstra delen av landet, omkring 330 kilometer nordväst om provinshuvudstaden Harbin.
Runt Nehe är det ganska tätbefolkat, med 96 invånare per kvadratkilometer. Trakten runt Nehe består till största delen av jordbruksmark.
Genomsnittlig årsnederbörd är 763 millimeter. Den regnigaste månaden är juli, med i genomsnitt 247 mm nederbörd, och den torraste är januari, med 8 mm nederbörd.